# 八千代市立萱田小学校
八千代市立萱田小学校（やちよしりつ かやだしょうがっこう）は、千葉県八千代市ゆりのき台六丁目にある公立小学校。1992年（平成4年）に創立。

## 概観
かつては児童数1400人超を有する八千代市内で一番大きな小学校であり、県内有数の大規模校としても知られていたが、2007年（平成19年）に萱田南小学校の開校と共に生徒が分離したため、児童数は約1000人程度となった。

### 校歌
- 「空のように風のように光のように」作詞・作曲 田澤堯

### 校訓（教育目標）
- 「自分で自分を育てる子」
- 「豊かに心をたがやす子」
- 「健やかに体をきたえる子」

## 人物

### 歴代校長
- 初代: 田澤堯（1992年4月 - 1996年3月）
- 2代目: 横尾邦光（1996年4月 - 1999年3月）
- 3代目: 井内秀敏（1999年4月 - 2005年3月）
- 4代目: 稲毛英三（2005年4月 - 2007年3月）
- 5代目: 井上滋（2007年4月 - 2010年3月）
- 6代目：仙福克禎（2010年4月―2013年3月）